# Konopnica (gromada w powiecie wieluńskim)
Konopnica – dawna gromada, czyli najmniejsza jednostka podziału terytorialnego Polskiej Rzeczypospolitej Ludowej w latach 1954–1972.
Gromady, z gromadzkimi radami narodowymi (GRN) jako organami władzy najniższego stopnia na wsi, funkcjonowały od reformy reorganizującej administrację wiejską przeprowadzonej jesienią 1954 do momentu ich zniesienia z dniem 1 stycznia 1973, tym samym wypierając organizację gminną w latach 1954–1972.
Gromadę Konopnica siedzibą GRN w Konopnicy utworzono – jako jedną z 8759 gromad na obszarze Polski – w powiecie wieluńskim w woj. łódzkim, na mocy uchwały nr 40/54 WRN w Łodzi z dnia 4 października 1954. W skład jednostki weszły obszary dotychczasowych gromad Konopnica, Anielin, Strobin, Mała Wieś i Rychłocice ze zniesionej gminy Konopnica w tymże powiecie. Dla gromady ustalono 25 członków gromadzkiej rady narodowej.
31 grudnia 1961 do gromady Konopnica przyłączono wieś Bębnów ze zniesionej gromady Szynkielów.
Gromada przetrwała do końca 1972 roku, czyli do kolejnej reformy gminnej. 1 stycznia 1973 w powiecie wieluńskim reaktywowano gminę Konopnica.